# Đội tuyển Fed Cup Bahamas
Đội tuyển Fed Cup Bahamas đại diện Bahamas ở giải đấu quần vợt Fed Cup và được quản lý bởi Hiệp hội Quần vợt Bahamas.

## Lịch sử
Bahamas tham gia kì Fed Cup đầu tiên vào năm 1990. Thành tích tốt nhất của họ là thứ 3 ở Nhóm I năm 2002.